# Operador (matemática)
Na matemática, um operador é geralmente um mapeamento que atua nos elementos de um espaço para produzir outros elementos do mesmo espaço.  Os operadores mais comuns são mapas lineares, que atuam em espaços vetoriais.  O operador também é usado para denotar o símbolo de uma operação matemática. Isso está relacionado com o significado de "operador" na programação de computadores.